# 南麻戰役
南麻戰役是1947年7月，中國共產黨領導的中國人民解放軍華東野戰軍（華野）為消滅國民革命軍整編第十一師而在沂蒙山區北端的南麻發生的一次激烈戰鬥。
此次戰鬥歷時一個星期，雙方為围殲和反围殲，相機投入總共70萬人部隊（中共投入人數五倍於國軍）。胡璉率整編第十一師7個團攻佔魯中南麻後，中共華東野戰軍4個縱隊圍攻六晝夜，胡璉堅守陣地不失，攻堅華野部隊傷亡慘重。:4最終，中共因連續進攻10天，未能攻克兩地，傷亡達2.1萬多人，被迫撤退。国军迅即占领博山淄川，战线抵达黄河南岸，并实现胶济路全线畅通。
對於華野，此次戰鬥使得他們丟失臨沂山區根據地，進入最困難一段時期。對於國軍，這次戰鬥使得魯中戰局變得對他們有利，從而成功達成南北兵團在膠濟線會師目的。站在国府角度，南麻战役实现了国军收复沂蒙地区的预定战略目的，但这种收复是以损失兵员和分散兵力为代价的。站在中共角度，虽然共军未能歼灭国军有生力量，但是国军也同样未能歼灭共军作战单位，而仅仅占据了地方，故共军元气仍在。

## 戰前態勢

### 魯南戰鬥態勢

#### 國軍部分
1947年5月16日，華東野戰軍圍攻孟良崮，至下午5時，消滅整編第七十四師3.3萬人。:83555月19日，蒋介石飛徐州，與顧祝同研討山東軍事，決定各部暫駐原防，全面整訓，改正戰術，準備最後決戰:8356。尚未放弃对山东其所稱之「共匪」的所謂剿共方针，继续在第一线调集9个整编师、25个整编旅，部署在莱芜至蒙阴不到50公里战线上，准备发动新进攻，戰術由原本兩面夾擊、南北包圍、會攻等方式，轉為對付共軍主力為主，在迫使中共放棄根據地後，加以各個擊破。
5月下旬至6月中，雙方並無大規模的戰事。6月11日，蔣介石「指導墨三部署與準備」進攻計畫。三天後，顧祝同回報部隊部署：（一）第九師推進垛莊附近待命，第七師移駐湯頭鎮以西之武家庄，尖山子、劉家河、疃間地區均於巳文到達；（二）已令七五師歸卄五師黃師長指揮，固守新泰，八五師歸第五師邱師長清泉指揮，固守萊蕪。（三）六四師巳元由仲村向北搜剿岔河附近散匪後，巳寒等部集中訢泰西南東都附近待命。（四）六四師之一八七旅已飭開橫糜歸制，巳銑可到達，七五師十八團已令銑到新泰歸制，四八師之一四旅已開臨沂歸制。
6月15日，蔣電第一兵團司令范漢傑，「甚望其能於四日內達成佔領南麻之目的」，「派李處長特來說明作戰計劃時應注意各點」。6月17日，陳誠奉命飛徐州轉臨沂商量部署；6月18日返南京，建議計畫推遲五天，由25日開始行動。蔣同意後，電顧祝同遵照辦理。國軍從魯中陸續抽兵西援後，留在魯中地區尚有4個整編師：整編第十一師位於南麻地區，整編第六十四師位於翟家莊、十字峪、大張莊地區，整編第二十五師位於東里店、店子地區，整編第九師位於沂水及其以西地區。:149
顧祝同收到電令後，命范漢傑率三個縱隊：
1. 左縱隊：第五軍軍長邱清泉指揮整編第五師與整編第二十五師，目標魯村。
2. 中央縱隊：整編第十一師師長胡璉指揮整編第六十四師，目標南麻。
3. 右縱隊：整編第九師師長王凌雲指揮數個師，一部份部隊與整編第六十四師連繫，掩護中央縱隊；另一部往坦埠方向搜索前進，並伺機占領固守，掩護主攻兵團東側安全。

7月15、16兩日，防守南麻的整十一師判斷共軍有不尋常舉動。16日由俘虜供述，得知共軍主力已返回南麻東北一帶，正積極準備攻擊南麻，但范漢傑認為共軍反撲東里店之徵候，不僅未作任何處置，且令整十一師應作增援東里店之準備。至17日，共軍麕集南麻周邊，然范兼司令，認為：「匪於白晝出現，仍在眩惑我軍，匪必不攻南麻而攻東里店。」

#### 解放軍部分
5月8日，中央军委给华东野战军发来电报，提出了刘邓大军南渡黄河，进击冀鲁豫、豫皖苏，进而进击中原的战略计划，要求华东野战军在6月10日前集结全力（27个旅）寻求与创造歼敌机会，并准备于6月10日以后配合刘邓大军大举出击。孟良崮战役胜利后，军委于5月22日来电指出：“歼灭七十四师付出代价较多，但意义极大，证明在现地区作战只要不性急、不分兵，是能够用各个歼击方法，打破国民党军队进攻，取得决定胜利。而在现地区作战，是于我最为有利，于敌最为不利。现在全国各战场除山东外，均已采取攻势，但这一攻势的意义，均是帮助主要战场山东打破国民党军队进攻，蒋管区日益扩大的人民斗争其作用也是如此，刘邓下月出击作用也是如此。而山东方面的作战方法，是集中全部主力于济南、临沂、海州之线以北地区，准备用六、七个月时间（5月起）六、七万人伤亡，各个歼灭该线之敌。该线击破之日，即是全面大胜之时，尔后一切作战均将较为顺利”。 
为了贯彻军委这一重要指示，华野前委于五月底在沂水以北的坡庄召开了团以上干部会议。会议着重指出，敌整编第七十四师被歼后，山东战局已开始改变，但必须戒骄戒躁，彻底粉碎国民党军队正在酝酿的新的大举进攻，为转入反攻创造条件。蒋介石这时召开多次军事会议，提出“并进不如重叠，分进不如合进”。以三四个整编师重叠交互前进战法，摆成方阵，加配山地作战器材和炮兵、工兵，在各要点屯积了大批作战物资。6月19日，华东野战军将上述情况报告军委。6月22日，军委复示：“据悉蒋以东北危急，令杜聿明坚守两月，俟山东解决即空运东北等情。山东战事仍为全局关键。你们作战方针仍以确有胜利把握然后出击为宜。只要有胜利把握，则不论打主要国民党军队或次要国民党军队均可，否则，宁可暂时忍耐，不要打无把握之仗”。 　

### 雙方戰鬥序列
作戰時間：1947年6月～1947年7月。
作戰地區：山東省淄博市南麻鎮。
參戰雙方
國軍:整編第十一師、整編第十四師、整編第五師、整編第八十五師、整編第八師、整編第九師、整編第二十五師、第六十五師、第五十七師、整編第二十師一個旅、第七軍、整編第七十五師、整編第四十五師。胡璉、高魁元、范漢傑、黃百韜、李延年、歐震:75
解放軍:華東野戰軍第二、第六、第七、第九纵队，特种兵纵队 

## 戰鬥經過

### 略記
7月20日，解放軍佔地崮山。王耀武給在濰縣駐防的整編八師下達了南進的命令：
匪三個縱隊圍攻南麻甚烈，希速率整八師主力先攻臨朐而佔領之等諭。務須迅速行動，如稍延誤，恐受極峰責罰。除分電外，特電遵辦具報為要。
7月21日：蔣介石再次親自下達積極增援南麻的命令：
增援南麻之電令，想已到達。再將下意著王副總司令叔銘口頭紀錄空投轉達，務須切實遵行勿誤。接信後盼復。但應守極端秘密而行動，更要秘密與迅速，以達成任務，是為至要。
應注意事項：
1、前進時應與空軍切實聯絡，使其掩護，遇有匪阻礙時，應陸空軍協同一致掃蕩之；
2、後方基地糧彈行動不便時，空軍可投送，不可為糧彈輜重延誤時機，應輕裝速進；
3、前進時道路之兩側五十公里以內，應派有力部隊為左右側衛，先行搜索前進，並須加強後衛力量。
整編第六十四師佔于家崮、整編第九師佔悅莊，胡璉下令反攻；傍晚，華野2、6、7、9縱開始撤出南麻，南麻戰鬥結束。

### 國軍戰史
6月25日，國軍開始行動。6月25日至6月27日，國軍行動後未發覺敵軍，范漢傑改變部署。6月27日，范漢傑兵團開始向南麻攻擊前進。:756月28日，整編第二十五師攻擊，國軍佔領魯村、大張莊、樸裡。6月29日，解放軍主動放棄南麻，由整編第十一師佔領。6月30日，國軍佔領章丘。
7月1日，蔣下令徐州司令部進攻東里店、沂水與坦埠等地，但進展遲緩；7月2日，解放軍圍攻費縣。7月4日，國軍發現解放軍「由沂水亙坦埠間，南竄垛莊、青駝寺間地區」，於是改變目標，轉而追擊在垛莊、青駝寺的解放軍；歐震兵團佔坦埠。7月5日，發覺計畫「不切實際」，再改回按照7月1日蔣的命令；國軍佔膠縣。7月6日，國軍攻擊東里店與沂水。7月7日，解放軍佔費縣，國軍佔東里店。7月8日，國軍占南麻。7月9日，解放軍佔棗莊，國軍佔高密、河陽鎮。7月10日，解放軍佔曹縣、鄆城、定陶。7月11日，國軍佔沂水城。
國共內戰爆發後，整編第十一師更以主力出現，南麻攻守保衛戰可以說是經典戰役。整編第十一師主守南麻，華東野戰軍出動3個縱隊主攻，1個縱隊及3個團打援，想要像孟良崮戰役殲滅整編七十四師那樣殲滅整編11師，可此次與孟良崮不同的是整編第十一師在這之前做過充足的準備，且據有子母堡，有著堅固的防禦。而各馳援的友軍在嚴厲的要求下，作戰都十分賣力。7月13日，解放軍包圍並進攻六營集與羊山集；7月14日，六營集國軍部隊慘敗。
胡璉將軍親自坐鎮南麻指揮戰鬥，南麻戰鬥之慘烈，交戰雙方都付出了慘重的代價，整編第十一師打到最後彈藥補給跟不上，胡漣只得將彈藥分配到前線上，上刺刀且節約使用。11旅旅長楊伯濤為保證友軍能繼續作戰，將多餘的本部彈藥全部撥給18、118旅。
就在華東野戰軍將要發動總攻前不久，整編第十一師果斷出擊，變被動為主動，打亂華東野戰軍部署，不但逃脫被圍殲命運，而且能主動出擊，使華東野戰軍陣腳大亂，華東野戰軍見圍殲無望，便決定撤退，而整編第十一師乘勝追擊，造成華東野戰軍更大損失。
此役當時虎軍部隊番號為整編第一一八旅，隸屬於整編第十一師，旅長為高魁元。
南麻位於山東沂蒙山區的中央，對日抗戰期間，山東省政府遷駐於此。抗戰勝利前後，解放軍佔據此地，作為中原地區的主要根據地。這次國軍進剿，選定以南麻周邊為決戰主場，為配合全盤外線作戰的戰略態勢，以誘敵決戰為目的。國軍先以戰鬥力強大整編第十一師為前端，楔入南麻，其它進剿部隊，則遠離南麻，把整編第十一師形成為孤立的釣餌，誘使陳毅主力回頭反撲，待起發起攻擊形成膠著時，外線各部隊即迅速向南麻合圍，迫敵決戰而殲滅之。
解放軍方面，陳毅、粟裕則企圖以南麻為陷阱，初期將主力先行撤離，誘使國軍整編第十一師孤軍深入。另以分途竄擾的戰法，吸引分散國軍的兵力，然後親率其絕對優勢之眾，圍攻南麻，欲意吃掉整編第十一師。在雙方這種各有所圖的情況下，決定勝敗的關鍵，就繫於負有「錐端」「釣餌」任務的整編第十一師身上。胡璉將軍身之所負責任重大，奉命以後，及率所部七個團（十一旅三個團、十八旅各三個團，一一八旅之三五四團，欠一一八旅及所屬兩個團。）由蒙因向南麻攻進。
此路沿線均為山谷要隘，地形險阻，無公路通行。陳毅雖已將主力撤離，但仍有相當兵力，憑險而守，節節頑抗。整編第十一師經過一連四天的戰鬥，均將解放軍打退，於6月30日進入南麻盆地。解放軍空室清野，將所有食糧物資，均已運匿一空。
但到處張貼著「活捉狐狸」(胡璉兩字的諧音)、「打碎吃掉十一師這個硬胡桃」等等標語。胡璉將軍這一戰略上的要地，打算守住南麻一百天。對防禦的配備，工事的構築，彈糧的儲積，均作了長期準備。除了自行攜帶及仰仗後方運補的彈藥而外，所需工事材料，均就地覓取，有的從遠自十多華里以外運來。所築工事，不但要有堅強的抗力，而且需具備孤點據守的獨立性。築寨和村落防禦的「觸角碉堡」，是出自他們兩年來實戰經驗中研究發展的工事編成創意。爾後又發覺「觸角碉堡」對重要地形戰術要點的防禦難以適應，又創新出「小而堅」的據點工事，大致是容納一個排或加強排兵力與火力為準，這種工事，確實是對解放軍戰術剋星。
經過全體官兵艱苦努力，在不到半個月時間內，所有工事連外壕都相繼完成，南麻地區乃成了一座堅強的堡壘。胡將軍認為南麻是解放軍控制數年的根據地，所有物資，不可能於撤退時搬運無遺，乃設法向地下深掘，果然不出所料，先後在地窖、窯洞之內，挖掘出大量的大小麥糧食、飲用水、棉花雜貨、衣物布匹……。對南麻守軍而言，不但減少很大困難，更增加了無比信心與決心。
在這一切準備大致完成以後，也正是解放軍大舉來犯的前夕，胡將軍集合連長以上幹部，說：“現在南麻周圍三十華里以內，皆有匪向我包圍接近中，日內就可向我南麻地區進攻。共匪狂言：‘此次一定要將整十一師這個硬胡桃咬碎吃掉’，我全體官兵必須認清這是匪之心理攻勢。它所謂向我層層包圍，波浪沖鋒等，我們在心理上要對它有正確的認識和破層破浪的準備。不管它的人海戰術有多少層，多少波，但接近來打的只有一層，只有一波。我們只要沉著應戰，它來一層，我們打一層，它來一波，我們打一波，定能以火力破除人海，把它消滅於陣前。”
7月15日：夜，南麻戰鬥正式爆發。南麻的第一炮，由解放軍於7月15日下午三時許發出。這場戰役陳毅、粟裕共使用了五個縱隊的兵力，其第二縱隊由東北方，第六及快速縱隊由東南方，第九縱隊由西北方，陳毅在北碼頭崮親自指揮，向南麻猛撲，另以第七縱隊阻擊援軍。是日黃昏開始，全面展開猛烈激戰。整編第十一師憑借既設的工事，沉著迎擊，運用熾盛的火力，痛殲來犯之敵。晝夜不停的整整打了七日夜，整編第十一師以七個團的兵力，頑抗五倍以上(四個縱隊三十六個團)絕對優勢之敵。7月18日，羊山集國軍部隊殲解放軍萬餘人，自身傷亡過半。除了在南馬頭崮的第五十二營營長黃文濤率領的一個加強連，抵抗解放軍一個師的加強進攻，激戰三天，犧牲殆盡，陣地喪失；永興官莊四方的高地陣地一度棄守旋即收復以外，其餘所有陣地，全部屹立無恙。7月19日，解放軍佔永興莊高地。
解放軍拚死進撲，國軍堅強還擊，來一層，打一層，來一波，打一波，每一陣地前面，屍堆如山，血流成渠。一直相持到7月22日夜間，敵勢再衰三竭，力漸不支。同時整編第九師、整編第二十五師、整編第六十四師各師，已分別擊退敵第七縱隊之阻擊，向南麻附近進逼。陳毅乃於7月23日拂曉，全線向臨朐方向潰退。南麻防守戰遂告勝利結束。
南麻之戰，就山東戰場、戡亂軍事全局來說，是連番失利中的一大勝仗。就整編第十一師來說，也是繼1946年11月魯(山東)西巨野打敗劉伯承後，又一次重創陳毅的重大勝利。因為整編第十一師這次在負「錐端」任務時能夠很快的楔入，擔負「釣餌」任務能夠持久的固守。國軍其它各部隊，均能配合行動，發揮戰力，粉碎了解放軍的陷阱，打勝了這一仗。最高統帥部論功行賞，認為整編第十一師此番表現最為突出，犒賞該師法幣伍億元，蔣中正總統曾手函胡將軍獎勉。國軍在這一戰役中，雖然未達到圍殲陳毅部的預定目標，但收復了魯中沂蒙山區，把解放軍逐出老巢，且予解放軍以重創，其戰果確極豐碩。國防部以後把它列為國民革命軍二十四個典型勝利戰役之一，在台北圓山忠烈祠，繪圖張掛，昭示全國。

### 解放軍戰史
6月25日，国军开始全力东犯，6月28日进至鲁村、南麻(今沂源县)、大张庄、朴里庄一线，妄图迫使华东野战军在鲁中山区狭窄地带迎战。由于当面之敌十分密集，无论是寻歼侧翼之敌或直取中央之敌都缺乏条件。为避免无把握作战，华东野战军打算以第6纵队向临(沂)蒙(阴)公路出击，以第4纵队奔袭费县，破坏国民党军队后方补给线，以第7纵队佯攻汤头，迫敌分兵回援，主力集结在沂水、东里店一线待机。这一计划即将实施之时，中共中央军委决定晋冀鲁豫野战军主力于6月底渡黄河進入鲁西南作战:143。為配合這一行動，並最後粉碎國軍對山東進攻，军委6月29日電示陳毅、粟裕、譚震林，指出：山东“蒋军毫无出路，被迫采取胡宗南在陕北之战术，集中六个师于不及百里之正面向我前进。此种战术除避免歼灭及骚扰居民外，毫无作用。而其缺点则是两翼及后路异常空虚，给我以放手歼击之机会。你们应以两个至三个纵队出鲁南，先攻费县，再攻邹、滕、临（临城）、枣纵横进击，完全机动，每次以歼敌一个旅为目的。以歼敌为主，不以断其接济为主，临蒙段无须控制，空费兵力。此外，你们还要准备于适当时机，以两个纵队经吐丝口攻占泰安，扫荡泰安以西、以南各地，亦以往来机动歼敌有生力量为目的。正面留四个纵队监视该敌，使外出两路易于得手。以上方针，是因敌正面既然绝对集中兵力，我军便不应再继续采取集中兵力方针而应改取分路出击其远后方之方针。（其外出两路兵力，或以两个纵队出鲁南，以三个纵队出鲁西亦可。）”:143-144中共中央军委这一指示，改变了5月22日要求华东野战军不分兵並坚持内线歼敌的方针:144。
接到军委6月29日分兵指示以前，华野是按照军委5月22日指示，准备以七八个月时间，即在1947年底以前，集中全部主力在内线各个歼敌的。6月30日，华东野战军立即研究这一指示，认为中共中央军委虽只提到山东当面敌情，但鉴于晋冀鲁豫野战军即将出击，战局必有重大发展:144。华野改变原有不分兵坚持内线作战方针，兵分三路，提前实行外线作战．具体部署是：(一)由叶飞、陶勇率领第一、第四纵队越过临蒙公路向鲁南挺进；(二)由陈士榘、唐亮率领第三、第八、第十纵队向鲁西的泰安、大汶口方向挺进；(三)正面部队第二、第六、第七、第九纵队和特种兵纵队集结在沂水、悦庄公路两侧，各以少部兵力与东犯之敌接触，主力待机出击。这一部署在6月30日上报军委的同时，命令各部队立即于7月1日执行。这就是华野的“七月分兵”。这次分兵是在没有充分准备的情况下匆忙实施的，从接到军委指示到全军开始行动仅有一天多的时间。

## 戰鬥結束
國軍於7月8日刚由西面鲁村向东转移到南麻镇，基本工事建设未完工，刚具雏形；从总体上讲，解放軍进攻时机很准确，充分抓住國軍破绽，但是部队命令转换过于迅速，同时為防止南线國軍整编二十五、六十四、九师向南麻迅速靠拢，華東野戰軍司令部沒有舉行战前作战会议，仓促令解放軍各部于7月17日分路开始进攻，这天突然下暴雨，各部行动一时受阻；直到黄昏，第二、第六、第九纵队才包围南麻整编第十一师，第七纵队负责打援。

## 後續進展
1947年9月3日，粟裕代表華東野戰軍寫《關於七月份作戰檢討和今後反攻形勢的報告》給中共中央總結。華東野戰軍在總結7月份作戰經驗時指出：「七月份的作戰不是敗仗，也不能算勝仗，只是打了個平手仗、消耗仗。」說主要是「戰略上過於樂觀」。譚震林不同意，說戰略上問題不大，主要是組織指揮和戰術上的問題。陳毅當時認同譚的意見。譚還特地寫給粟裕一封信，「軍事上常常粗心大意，缺乏遠見」、「常常只看到一兩步」、「不能簡單的以樂觀來檢討，這樣不能把問題搞清楚」:153-154。

## 傷亡統計
從戰果看，按照解放軍統計，國軍被殲一萬人左右，而解放軍也付出同樣一萬多人代價，傷亡基本相同；但是按照後來國軍打掃戰場統計，以及後來回憶錄，則解放軍損失在一萬五千人左右，而國軍傷亡約在八千人上下；從解放軍高級指揮員大量受傷與犧牲情況看，後者統計數字有一定說服力。

## 軍事評價
從全國戰局而言，南麻戰役是國軍重點進攻，解放軍戰略防禦時期的典型戰鬥。與同月發生的中原戰場羊山集戰鬥，東北戰場第三次四平街會戰，西北戰場的榆林戰鬥，反映了1947年夏季戰場的共同特點，即解放軍攻堅能力尚且不足，而國軍仍然具有頑強戰力。